# Eldorado at Santa Fe
Eldorado at Santa Fe es un lugar designado por el censo ubicado en el condado de Santa Fe en el estado estadounidense de Nuevo México. En el Censo de 2010 tenía una población de 6130 habitantes y una densidad poblacional de 113,74 personas por km².

## Geografía
Eldorado at Santa Fe se encuentra ubicado en las coordenadas 35°31′38″N 105°56′3″O / 35.52722, -105.93417. Según la Oficina del Censo de los Estados Unidos, Eldorado at Santa Fe tiene una superficie total de 53.9 km², de la cual 53.89 km² corresponden a tierra firme y (0%) 0 km² es agua.

## Demografía
Según el censo de 2010, había 6130 personas residiendo en Eldorado at Santa Fe. La densidad de población era de 113,74 hab./km². De los 6130 habitantes, Eldorado at Santa Fe estaba compuesto por el 94.01% blancos, el 0.72% eran afroamericanos, el 0.77% eran amerindios, el 1.01% eran asiáticos, el 0.02% eran isleños del Pacífico, el 1.35% eran de otras razas y el 2.12% pertenecían a dos o más razas. Del total de la población el 12.72% eran hispanos o latinos de cualquier raza.